# Эштон, Зави
Завидди Эмма «Зави» Эштон (англ. Zawedde Emma "Zawe" Ashton, род. 25 июля 1984, Лондон, Англия) — английская актриса и драматург. Наиболее известна своими ролями в комедийных драмах «Свежее мясо» и «Небезопасно для работы», триллере Netflix «Бархатная бензопила» и ролью Джойс Винсент в фильме «Мечты о жизни» (2011). Она присоединилась к кинематографической вселенной Marvel в роли злодея в фильме «Капитан Марвел 2» (2023).

## Личная жизнь
В 2019 году начала встречаться с актёром Томом Хиддлстоном, в июне 2022 стало известно о помолвке пары. В октябре 2022 года родила совместного с Томом ребёнка.

## Фильмография
| Год       |   | Русское название                        | Оригинальное название                        | Роль                    |
| --------- | - | --------------------------------------- | -------------------------------------------- | ----------------------- |
| 1995      | с | Игра началась                           | Game On                                      | Маленькая девочка       |
| 1996      | с | Глава демонов                           | The Demon Headmaster                         | Ребекка                 |
| 2000      | с | Чисто английское убийство               | The Bill                                     | Кайли                   |
| 2002      | с | В глубине                               | In deep                                      | Джейд                   |
| 2003      | с | Холби Сити                              | Holby City                                   | Эбигейл Мередит         |
| 2007      | с | Мобильный                               | Mobile                                       | Свидетель               |
| 2008      | с | Чисто английское убийство               | The Bill                                     | Бека Адамс              |
| 2009      | с | Катастрофа                              | Casualty                                     | Джина                   |
| 2009      | ф | Одноклассницы и тайна пиратского золота | St Trinian's 2: The Legend of Fritton's Gold | Бьянка                  |
| 2010      | с | Плохие                                  | Misfits                                      | Джессика                |
| 2011      | ф | Без компромиссов                        | Blitz                                        | Элизабет Фоллс          |
| 2011      | ф | Выходной                                | Weekender                                    | Сара                    |
| 2011      | ф | Мечты о жизни                           | Dreams of a Life                             | Джойс Винсент           |
| 2011—2013 | с | Преступления прошлого                   | Case Histories                               | Дебора Арнольд          |
| 2011—2016 | с | Свежее мясо                             | Fresh meat                                   | Вайолет "Вод" Нордстром |
| 2014      | с | Доктор Кто                              | Doctor Who                                   | Джорней Блу             |
| 2016      | ф | Под покровом ночи                       | Nocturnal Animals                            | Алекс                   |
| 2018      | ф | В объятиях лжи                          | Greta                                        | Алекса Хаммонд          |
| 2019      | ф | Бархатная бензопила                     | Velvet Buzzsaws                              | Джозефина               |
| 2021      | с | Рассказ служанки                        | The Handmaid's Tale                          | Уна                     |
| 2022      | ф | Список мистера Малькольма               | Mr. Malcolm's List                           | Жулия Тистлевейт        |
| 2023      | ф | Капитан Марвел 2                        | Marvels                                      | Дар-Бенн                |

### Театр
| Год  | Постановка | Оригинальное название | Роль    |
| ---- | ---------- | --------------------- | ------- |
| 2007 | Отелло     | Othello               | Бьянка  |
| 2010 | Саломея    | Salome                | Саломея |
| 2016 | Служанки   | The Maids             | Клер    |